# Steinbach (Sonneberg)
Steinbach ist ein Stadtteil von Sonneberg im Landkreis Sonneberg in Thüringen.

## Lage
Südöstlich von der Kernstadt Sonneberg im naturnahen Umfeld befindet sich Steinbach. Westliche Nachbarstadtteile sind Köppelsdorf und Malmerz. Die Landesstraßen 2661 und 1150 erschließen das Gebiet verkehrsmäßig.

## Geschichte
Am 12. Juli 1292 wurde das Dorf erstmals urkundlich erwähnt. Am 1. April 1923 wurde Steinbach nach Köppelsdorf eingemeindet.

## Persönlichkeiten
- Paul Schnabel (1887–1947), Althistoriker und Altorientalist
- Otto Hofmann, Maler (* 1932), lebt in Steinbach
- Matthias Bauer (* 1959), Jazzmusiker